# Kovalovice
Kovalovice (en allemand : Kowalowitz) est une commune du district de Brno-Campagne, dans la région de Moravie-du-Sud, en République tchèque. Sa population s'élevait à 667 habitants en 2020.

## Géographie
Kovalovice se trouve à 5 km à l'ouest de Rousínov, à 16 km à l'est de Brno et à 198 km au sud-est de Prague.
La commune est limitée par Viničné Šumice au nord et à l'est, par Velešovice au sud-est et au sud, par Holubice au sud-ouest, et par Pozořice à l'ouest.

## Histoire
La première mention écrite de la localité date de 1131.